# Bleach: Fade to Black - Kimi no na o yobu
Bleach: Fade to Black - Kimi no na o yobu (劇場版 BLEACH Fade to Black 君の名を呼ぶ Gekijōban Burīchi Faide to Burakku Kimi no na o Yobu?, Bleach: Fade to Black, Llamo tu nombre) es la tercera película basada en la serie de anime y manga Bleach, creada por Tite Kubo. Es dirigida por Noriyuki Abe y se estrenó el 13 de diciembre de 2008 en los cines japoneses. El tema de la película es "Koyoi, Tsuki wa Miesu tomo" por Porno Graffitti.

## Argumento
El pasado de Rukia que ahora es revelado. La "verdad" que está encerrada dentro del recuerdo de la oscuridad.
Alguien con un objeto parecido a una hoz ha atacado a Mayuri Kurotsuchi, quien estaba en su laboratorio. Mayuri, quien de repente perdió el control, golpeó su tablero de control de su laboratorio. Entonces, de pronto el Sereitei estaba cubierto por una nube de reishi y atrapó a los shinigamis dentro de una fortaleza. Cuando Kenpachi Zaraki entra corriendo al laboratorio de Mayuri hubo una enorme explosión de reishi que destruyó al Seireitei.
Observando la destrucción del Seireitei desde lejos, una sombra aparece frente a Rukia Kuchiki quien estaba impresionada por el repentino incidente.
La hoz se dirige hacia ella y algo en Rukia desaparece.
Al mismo tiempo Ichigo Kurosaki siente peligro y va hacia la tienda de Urahara. Ahí escucha a Urahara sobre "la aniquilación del Seireitei" y se dirige a la Sociedad de Almas junto a Kon.
Cuando Ichigo llega al agonizante Seireitei, es recibido por Renji Abarai y los otros, que parecen haberse olvidado de él. Pero no sólo de él, sus recuerdos sobre Rukia parecen haberse perdido también. Sin pensarlo, Ichigo revela su forma hollow frente a los shinigamis y es acusado como el culpable que destruyó el Seireitei.
¿Qué le pasó a la Sociedad de Almas?, ¿Cuál es la identidad de esas dos sombras misteriosas?, ¿A dónde fue Rukia?. La batalla solitaria de Ichigo comienza ahora.
Luego de eso Ichigo va con Byakuya donde Renji aparece, se libra una batalla donde a Renji se le viene un recuerdo de Ichigo, cuando Renji es vencido Byakuya le revela la ubicación de la hermana de Rukia.
Cuando Rukia despierta se encuentra fuera del Seireitei dentro de una casa, al entrar los dos sujetos la chica se lanza sobre Rukia feliz, el hombre le pregunta que si no los recuerda, Rukia responde que no.
Pasaron un rato con ella para que pudiera recordarlos, luego Rukia los recuerda, ellos dos son los hermanos menores de Rukia los cuales ella le prometió que le daría nombres debido a que no tenían.
Al tiempo Rukia miraba una montaña la cual recuerda que hay están enterrados sus amigos, se dirige hacia allá con sus hermanos.
Cuando llegaron a la montaña Ichigo junto a Kon aparecen frente a ella. Rukia les pregunta que quien es, Ichigo se sorprende debido a que no lo reconoce, después de eso los dos sujetos aparecen frente a Ichigo y le dicen que se aleje, Ichigo trata de que Rukia lo recuerde y ella tiene un recuerdo de Ichigo que le llega a la mente y a su corazón.